# Écorégions de Madagascar

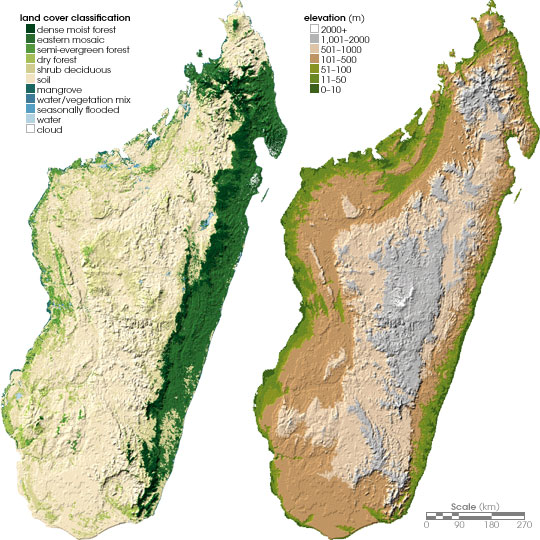
Couverture terrestre (à gauche) et topographie (à droite) de Madagascar.

Les écorégions de Madagascar, telles que définies par le Fonds mondial pour la nature, comprennent sept écorégions terrestres, cinq écorégions d'eau douce et deux écorégions marines. Les divers habitats naturels de Madagascar abritent une faune et une flore riches en endémisme, mais la plupart des écorégions souffrent de la perte d'habitat. 

## Vue d'ensemble
Madagascar appartient au domaine afrotropical. Avec ses îles voisines de l'océan Indien, il a été classé par le botaniste Armen Takhtajan dans la région malgache et, en phytogéographie, il s'agit du sous-domaine floristique du phytochorion malgache du royaume paléotropical[réf. nécessaire]. Madagascar comporte la topographie, le climat et la géologie très contrastés[pas clair]. Une chaîne de montagnes à l'est, s'élevant à 2 876 m à son point le plus élevé, capte la plupart des précipitations apportées par les alizés de l’océan Indien. Par conséquent, la ceinture orientale abrite la plupart des forêts humides, tandis que les précipitations diminuent à l'ouest. La région d'ombre de pluie au sud-ouest a un climat subaride. Les températures sont les plus élevées sur la côte ouest, avec des moyennes annuelles allant jusqu'à 30 °C, tandis que les hauts massifs ont un climat frais, avec une température de 5 °C de moyenne annuelle localement. On trouve principalement dans sa géologie des roches ignées et métamorphiques, avec de la lave et du quartzite dans les plateaux central et oriental, tandis que la partie occidentale présente des bandes de grès, de calcaire (telles les formations de tsingy) et de sable non consolidé. 

## Écorégions terrestres
Sept écorégions terrestres sont définies par le Fonds mondial pour la nature pour Madagascar. Elles vont des forêts de plaine de l'est très humides aux fourrés épineux sous-arides du sud-ouest. 
| Écorégion                                                              | Biome                                                                            | Code WWF | Carte | Image |
| ---------------------------------------------------------------------- | -------------------------------------------------------------------------------- | -------- | ----- | ----- |
| Forêts des basses terres de Madagascar ou forêts humides de Madagascar | Forêt tropicale humide à feuilles larges : forêt tropicale saisonnière (mousson) | AT0117   |       |       |
| Forêts subhumides de Madagascar                                        | Forêt de feuillus tropicale humide                                               | AT0118   |       |       |
| Forêts décidues sèches de Madagascar                                   | Forêt tropicale sèche                                                            | AT0202   |       |       |
| Fourrés éricoïdes de Madagascar                                        | Terres arbustives de montagne                                                    | AT1011   |       |       |
| Fourrés épineux de Madagascar ou forêts épineuses de Madagascar        | Terres arbustives xériques                                                       | AT1311   |       |       |
| Forêts claires succulentes de Madagascar                               | Terres arbustives xériques                                                       | AT1312   |       |       |
| Mangroves de Madagascar                                                | Mangroves                                                                        | AT1404   |       |       |

## Écorégions d'eau douce

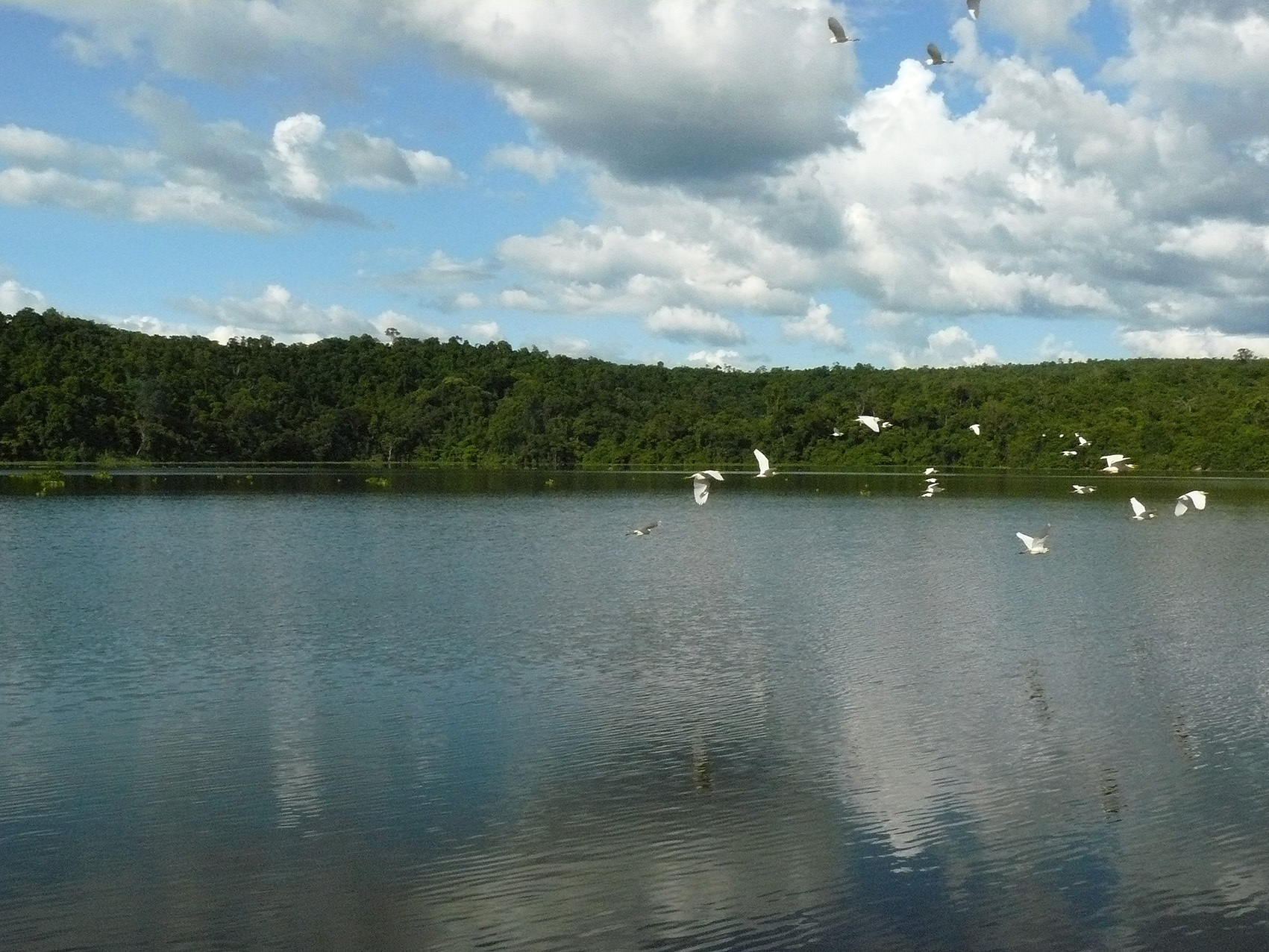
Lac Ravelobe dans le parc national d'Ankarafantsika.

Les écorégions d'eau douce correspondent aux principaux bassins versants présentant un assemblage distinct d'espèces. À Madagascar, cinq régions sont distinguées[réf. nécessaire] :  
- Basses Terres de l'est
- Hautes Terres de l'est
- Bassins nord-ouest
- Bassins du sud
- Bassins occidentaux

## Écorégions marines
Les mers autour de Madagascar font partie de la province de l'océan Indien occidental dans le royaume de l'Indo-Pacifique occidental. Ils sont divisés en deux écorégions marines (en)[réf. nécessaire] :   
- sud-est de Madagascar
- ouest et nord de Madagascar